# Racing Football Club Union Luxembourg (féminines)
Maillots
Le Racing Football Club Union Luxembourg est un club de football féminin situé à Luxembourg au Luxembourg fondé en 2005.

## Palmarès
- Championnat du Luxembourg : (5)
  - Champion : 2021, 2022, 2023, 2024, 2025
- Coupe du Luxembourg  : (4)
  - Vainqueur : 2019, 2022, 2023, 2024
  - Finaliste : 2008 sous le nom Entente Itzig/RFCU Luxembourg et 2015 sous le nom RFCU Luxembourg.